# TripAdvisor
TripAdvisor turistički je internetski portal koje nudi individualne savjete za korisnike koji planiraju odmor. Na stranicama su više od 1,8 milijuna trgovina, 4,2 milijuna restorana, 1,1 milijuna hotela i B&Ba, 830.000 apartmana i 730.000 znamenitosti 135.000 odredišta (sredine 2016. godine). Nudi savjete i procjene putnika, poveznice na izvješća iz novina, časopisa, turističkih vodiča i turističkih forumima.

## Povijest
TripAdvisor je osnovan u veljači 2000. godine i 2004. godine je kupila tvrtka InterActiveCorp. Od kolovoza 2005. je samostalna tvrtka. U prosincu 2011. godine TripAdvisor Media Grupa Expedia, Inc je osnovalo dioničko drustvo i navedeno kao zasebna tvrtka na burzi NASDAQ.

## Uporaba
Stranica ima mjesečno više od 390 milijuna posjetitelja i više od 435 milijuna korisnika. Pruža informacije o 6,8 milijuna smještaja restorana i atrakcijama na svojim stranicama.

## Vanjske poveznice
- TripAdvisor.de, Webstranica